# Französische Badmintonmeisterschaft 2023
Die Französische Meisterschaft 2023 im Badminton fand vom 2. bis zum 5. Februar 2023 in der Glaz Arena in Cesson-Sévigné statt. Es war die 74. Austragung der nationalen Titelkämpfe im Badminton in Frankreich.

## Medaillengewinner
| Disziplin    | Gold                         | Silber                          | Bronze                             |
| ------------ | ---------------------------- | ------------------------------- | ---------------------------------- |
| Herreneinzel | Toma Junior Popov            | Christo Popov                   | Thomas Fourcade                    |
| Herreneinzel | Toma Junior Popov            | Christo Popov                   | Alex Lanier                        |
| Dameneinzel  | Qi Xuefei                    | Rosy Pancasari                  | Anna Tatranova                     |
| Dameneinzel  | Qi Xuefei                    | Rosy Pancasari                  | Romane Cloteaux-Foucault           |
| Herrendoppel | Julien Maio William Villeger | Christo Popov Toma Junior Popov | Lucas Corvée Ronan Labar           |
| Herrendoppel | Julien Maio William Villeger | Christo Popov Toma Junior Popov | Fabien Delrue Eloi Adam            |
| Damendoppel  | Margot Lambert Anne Tran     | Vimala Hériau Delphine Delrue   | Téa Margueritte Camille Pognante   |
| Damendoppel  | Margot Lambert Anne Tran     | Vimala Hériau Delphine Delrue   | Lorraine Baumann Héloïse Le Moulec |
| Mixed        | Thom Gicquel Delphine Delrue | Fabien Delrue Vimala Hériau     | Jordan Corvée Héloïse Le Moulec    |
| Mixed        | Thom Gicquel Delphine Delrue | Fabien Delrue Vimala Hériau     | Alex Lanier Anne Tran              |